# Маріано Роке Алонсо
Маріано Роке Алонсо Ромеро (ісп. Mariano Roque Alonso Romero; 16 серпня 1791 — 7 серпня 1853) — парагвайський військовий і політичний діяч.
Будучи головнокомандуючим армією Парагваю, 9 лютого 1841 роки очолив Тимчасову хунту, що правила країною після смерті Верховного довічного диктатора Хосе Гаспара Родрігеса де Франсія. 14 березня 1841 року Алонсо Ромеро і племінник Франсіа Карлос Антоніо Лопес були обрані на три роки консулами країни спільно. Після закінчення повноважень консулів 13 березня 1844 Лопес проголосив себе першим президентом Парагваю з диктаторськими повноваженнями. Алонсо Ромеро після цього пішов з політичного життя.
На честь Алонсо назване одне з міст в Центральному департаменті Парагваю.